# Débéré-Talata
Pour les articles homonymes, voir Débéré.
Débéré-Talata est une localité située dans le département de Dori de la province de Séno dans la région Sahel au Burkina Faso.